# Nowa Wieś (Jeżewice)
Nowa Wieś – nieoficjalna część wsi Jeżewice w Polsce położona w województwie mazowieckim, w powiecie piaseczyńskim, w gminie Tarczyn.
W latach 1975–1998 miejscowość administracyjnie należała do województwa warszawskiego.